# Karl Bergman (journalist)
Karl Erik Bergman, född 6 januari 1948 i Saltsjöbadens församling i Stockholms län, död 6 april 1979 i Uganda (folkbokförd i Saltsjöbadens församling), var en svensk journalist.
Karl Bergman var verksam vid Svenska Dagbladet i Stockholm. Tillsammans med Arne Lemberg från Expressen reste Bergman 1979 till Uganda för att rapportera om striderna där. Lemberg och Bergman sköts ihjäl tillsammans med två tyska kolleger av diktatorn Idi Amins soldater när de tog sig in i byn Katosi. De begravdes först på plats av en militärpatrull men efter att morden flera veckor senare blivit kända i Sverige fördes så småningom deras kvarlevor hem till Sverige. Två personer ställdes inför rätta för morden.
Bergman, som var ogift, är begravd på Saltsjöbaden Skogsö kyrkogård tillsammans med Lars Olof Bergman (1915–2002) och hans hustru Lore Maria Bergman (1919–2007).